# Podnormalna

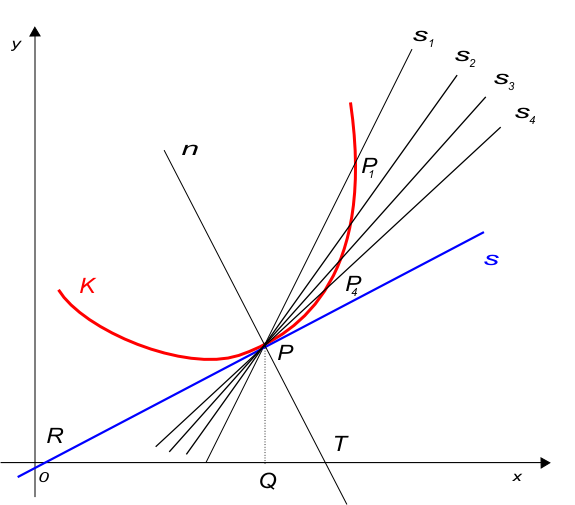
QT - Podnormalna krzywej

Podnormalna krzywej K w punkcie P to odcinek pomiędzy punktem Q będącym rzutem punktu P na oś x a punktem T będącym punktem przecięcia normalnej do krzywej K w punkcie P z osią x.
Jeśli krzywa K opisana jest równaniem {\displaystyle y=f(x)} to długość podnormalnej wyraża się wzorem:
{\displaystyle |QT|=\left|y_{0}f'(x_{0})\right|}
gdzie:
- {\displaystyle x_{0},y_{0}} współrzędne punktu P
- {\displaystyle f'(x_{0})} - pochodna funkcji f w punkcie P